# Gerd Bachner

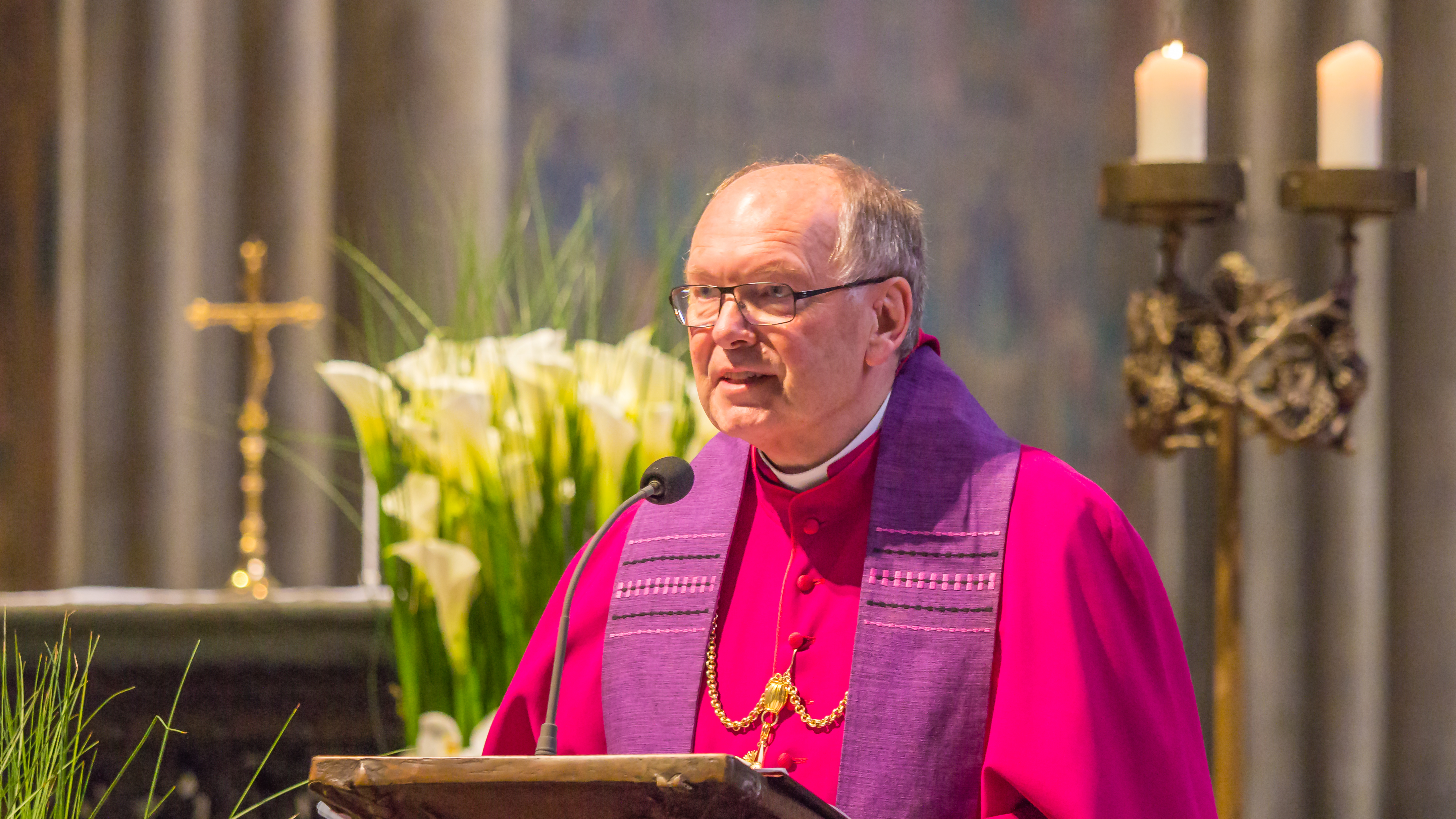
Gerd Bachner, 2015

Gerd Bachner (* 23. April 1945 in Burgstädt) ist ein deutscher katholischer Geistlicher und war von 2015 bis 2020 Kölner Dompropst.

## Werdegang
Gerd Bachner wurde 1945 in den letzten Kriegstagen im sächsischen Burgstädt geboren, während seine Eltern aus Ostpreußen flohen. Seine Kindheit verbrachte er in Delmenhorst, seine Jugendzeit in Düsseldorf. Nach dem Abitur studierte er Philosophie und Theologie an den Universitäten in Bonn, in Köln und in Tübingen, wo er auch Kurse in Dogmatik bei Joseph Ratzinger besuchte. Zwischen Sommer 1971 und Frühjahr 1972 war er Diakon an Herz Jesu in Euskirchen.

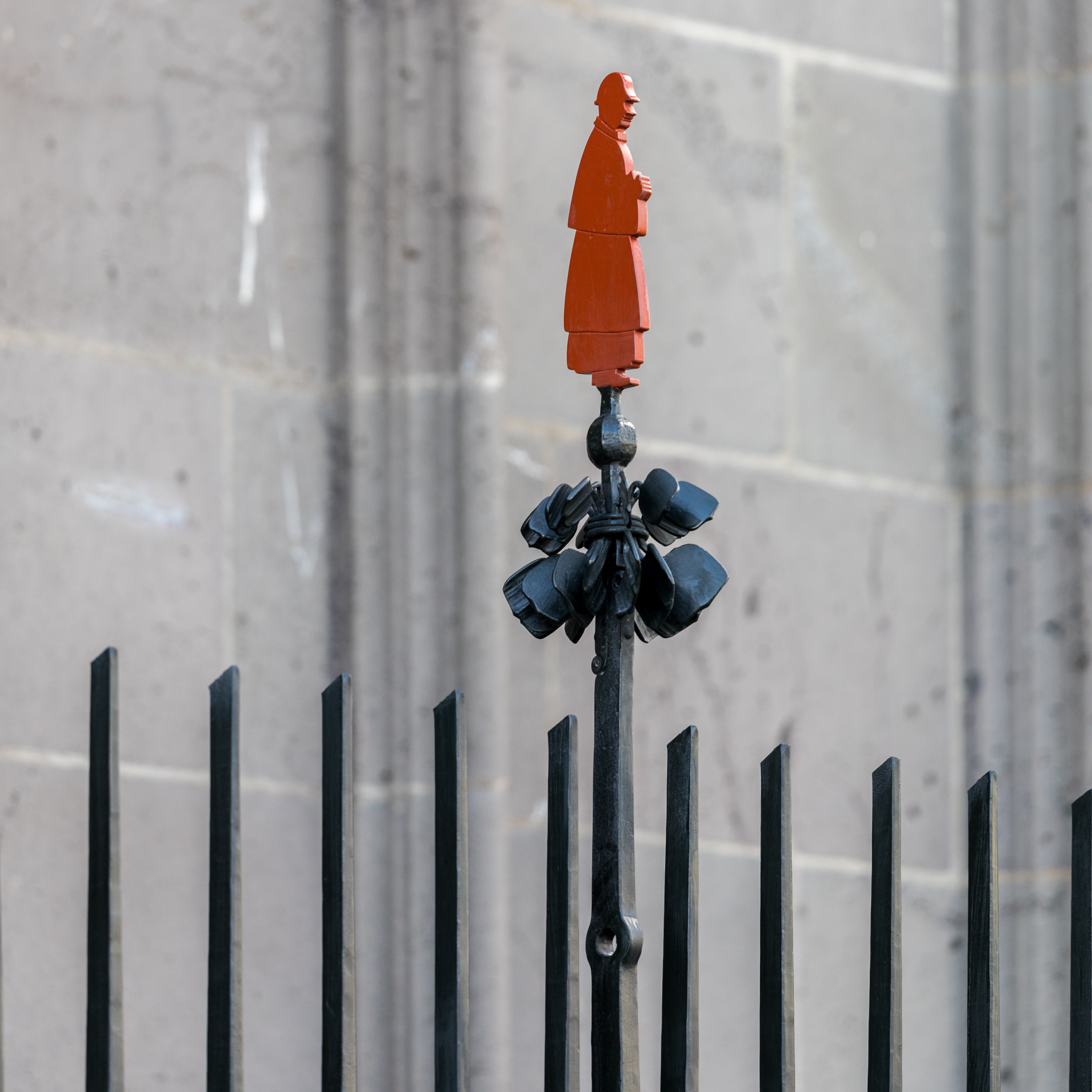
Mit Helm: Figur am Domgitter vor dem Nordportal erinnert an Gerd Bachners Dombesteigung

1972 wurde Bachner im Kölner Dom zum Priester geweiht. Anschließend war er drei Jahre Kaplan in der Gemeinde St. Theodor in Köln-Vingst sowie Jugendseelsorger im Dekanat Köln-Deutz und stellvertretender Stadtjugendseelsorger. 1974 wurde er Mitglied des Erzbischöflichen Rates. Sieben Jahre lang war er als Repetent am Theologenkonvikt Collegium Albertinum in Bonn tätig, bevor er zu dessen Direktor gewählt wurde. Anschließend war er zwölf Jahre lang Regens am Priesterseminar in Köln. Zwischen Sommer 1982 und Sommer 1983 war er Hochschulpfarrer und Mentor für die Laientheologen in Wuppertal. 1986 verlieh ihm Papst Johannes Paul II. den Ehrentitel eines Päpstlichen Ehrenkaplans (Monsignore) und 1996 den Titel Päpstlicher Ehrenprälat. 2001 übernahm er die Leitung der Hauptabteilung Schule/Hochschule im Erzbischöflichen Generalvikariat. Seit 2005 sitzt er als residierender Domkapitular im Kölner Domkapitel und war auch von 2005 bis Mitte 2015 stellvertretender Generalvikar.
Im März 2015 gab das Domkapitel bekannt, dass Gerd Bachner als Nachfolger des in Ruhestand gegangenen Norbert Feldhoff das Amt als Kölner Dompropst antritt. Zudem löste er seinen Vorgänger 2015 auch als Mitglied im Vorstand der Kulturstiftung Kölner Dom ab.
Am 4. September 2015 erklomm Bachner, der ein erfahrener Bergsteiger ist, als (wahrscheinlich) erster Kölner Dompropst die über 157 Meter hohe Kreuzblume des Kölner Doms. An die Begebenheit erinnert eine kleine, rot lackierte Figur mit Bergsteigerhelm, die das Domgitter vor dem Nordportal ziert.
Mit Erreichen des 75. Lebensjahrs hat Gerd Bachner zum 30. April 2020 das Amt des Dompropstes niedergelegt. Sein Goldenes Priesterjubiläum wurde am Dreifaltigkeitssonntag 2022 im Hohen Dom zu Köln zelebriert.

## Veröffentlichungen (Auswahl)
- Dona nobis pacem – Friedensnächte am Kölner Dom. J. P. Bachem, Köln 2018, ISBN 978-3-7616-3353-3.